# 人生補時 (韓國電視劇)
《人生補時》（로스:타임:라이프，Loss:Time:Life）是從2015年7月9日開始，在NAVER TV Cast平台播出的網路電視劇。

## 登場人物

### 前半戰
第1~4集
- 玄勝熙 - 勝熙
- 玄大軾 - 禹尚全
- BARO - BARO
- 車匡洙 - 金龍鎬

### 後半戰
第5~8集
- 金惠淑 - 李一花
- 朴奎軾 - 鄭元仲
- 朴閔芝 - 車貞媛
- 朴閔洙 - 燦多

### 延長戰
第9集
- 審判 - 嚴孝燮
- 副審判1 - 權赫
- 副審判2 - 李鎬烈
- 副審判3 - 崔宰燮
- 主播 - 吳尚津
- 解説者 - 鄭成鎬
- 金州史 - 李在昱（朝鲜语：이재욱 (1975년)）
- 鄭明玉 - 鄭明玉
- 本部長 - 趙乘演

## 工作人員
- 導演：洪宗贊
- 製作人：朴惠美
- 腳本：權尙熙、金英彦

## 外部連結
- NAVER TV Cast